# Brithodes flexuaris
Brithodes flexuaris är en fjärilsart som beskrevs av Paul Mabille 1890. Brithodes flexuaris ingår i släktet Brithodes och familjen nattflyn. Inga underarter finns listade i Catalogue of Life.